# Нісан
Ніса́н — перший місяць року у вавилонському і єврейському релігійному календарі. Інша назва — Авів, що означає «весна».

## Танах
Триває 30 днів. Хоча єврейський календар починається з місяця Тішрей й єврейський новий рік (Рош га-Шана) святкується восени, про нісан у Торі сказано так: «Місяць цей для вас — початок місяців, перший він у вас із місяців року» (Вих. 12:2).
"Нісан" - це назва місяця, яку євреї принесли з вавилонського полону. Воно також пов'язане з весною. Слово Нісан того ж кореня, що ніцян - "нирка", "бутон" - як воно використовується в Писанні: "Бутони (ніцаїм) здалися на землі" (Шир га-ширім, 2:12). Єврейські Мудреці виявили цікаве скорочення, приховане в слові "весна" - אביב (авів): בי אב, "батько дванадцяти" місяців.
У Книзі Неємії (Неем. 2:1) та Естер місяць Ніса́н названо двічі:
1 Нісана - Новий Рік Царів, від якого відраховували роки правління, а не від фактичної дати (юдеї мають 4 нових роки на рік).
У книгах Повторення закону та Вихід зустрічається назва Авів (Вт. 16:1 чи Вих. 13:4).
Ось що писав про цей місяць Рамбан (раббі Моше бен Нахман): «Слова Тори “Цей місяць вам – початок місяців” слід розуміти як вказівку Ізраїлю (єврейському народові), вважати його першим на рік та відраховувати від нього решту – другий, третій тощо. - аж до закінчення року на дванадцятому місяці. Все це для того, щоб зберегти в пам'яті велике диво Виходу з Єгипту, бо щоразу, коли згадується кожен із місяців року, тим самим згадується про диво того місяця. Саме тому, Тора і не дає місяцям назви, а тільки номери (і так за номерами їх і перелчує), так само як вона не дає назв дням тижня, а відраховує їх від суботи - "перший від суботи", "другий від суботи" і т.д. Відлік місяців року ведеться від дня виходу з Єгипту, а не від початку року, оскільки рік починається з місяця Тішрей, як сказано [про свято Сукот]: "Свято збору плодів - на повороті року" (Шмот, 34:22) або "Свято збору плодів - наприкінці року" (Шмот, 23:16). Отже, коли Тора називає Нісан - першим, а Тішрей - сьомим місяцем, вона відраховує їх від дня визволення».
Якщо вести відлік від нового року (Рош ха-Шана), нісан — сьомий або, у високосному році, восьмий місяць календаря.
Нісан починається в березні-квітні, але точно співвіднести дати єврейського і нашого календаря важко через складну систему єврейського календаря. Як і будь-який інший місяць єврейського календаря починається за молодика. Весняне рівнодення завжди відбувається в місяць нісан.
Сузір'я, пов'язане з місяцем Нісан — Овен, на честь «ягняти на кожну сім'ю», якого приносили євреї як пасхальне підношення.
В 14-й день нісана починається єврейська пасха — свято Песах (Вих. 12:6).

## Походження назви
Слово виходить із аккадської мови та походить з позначення першого весняного плода. Нісану́ — також назва місяця вавилонського календаря. Назву Ніса́н використовують для позначення місяця квітня григоріанського календаря у сучасній Туреччині та арабськомовних країнах Леванту.